# Ante Milicic
Ante Milicic (en croata: Ante Miličić; Sídney, Australia, 4 de abril de 1974) es un exfutbolista y entrenador de fútbol de Australia que jugaba en la posición de delantero y que actualmente es el entrenador de la selección femenil de China.

## Carrera

### Club
| Periodo   | Club              |
| --------- | ----------------- |
| 1992-1993 | Sydney United     |
| 1993      | Canberra Deakin   |
| 1993-1997 | Sydney United     |
| 1997-1999 | NAC Breda         |
| 1999-2001 | NK Rijeka         |
| 2001-2002 | Sydney United     |
| 2002-2003 | Sydney Olympic    |
| 2003-2004 | Parramatta Power  |
| 2004      | Pahang FA         |
| 2004-2005 | Sydney United     |
| 2005-2006 | Newcastle Jets    |
| 2006-2008 | Queensland Roar   |
| 2008      | Shahzan Muda FC   |
| 2009      | Sydney United     |
| 2010      | Dandenong City SC |

### Selección nacional
Estuvo en el proceso de selecciones nacionales desde la categoría sub-20. Jugó para Australia en seis ocasiones de 2002 a 2005 y anotó cinco goles; participó en dos ediciones de la Copa de las Naciones de la OFC donde fue campeón en 2004.
| N.º | Fecha                 | Sede                    | Rival         | Marcador | Resultado | Torneo                              |
| --- | --------------------- | ----------------------- | ------------- | -------- | --------- | ----------------------------------- |
| 1.  | 10 de julio de 2002   | Auckland, Nueva Zelanda | Fiyi          | 1–0      | 8–0       | Copa de las Naciones de la OFC 2002 |
| 2.  | 9 de octubre de 2004  | Honiara, Islas Salomón  | Islas Salomón | 2–0      | 5–1       | Copa de las Naciones de la OFC 2004 |
| 3.  | 12 de octubre de 2004 | Sídney, Australia       | Islas Salomón | 1–0      | 6–0       | Copa de las Naciones de la OFC 2004 |
| 4.  | 29 de marzo de 2005   | Perth, Australia        | Indonesia     | 1–0      | 3–0       | Amistoso                            |
| 5.  | 29 de marzo de 2005   | Perth, Australia        | Indonesia     | 2–0      | 3–0       | Amistoso                            |

### Entrenador
| Periodo   | Club              |
| --------- | ----------------- |
| 2009      | Sydney United     |
| 2017-2018 | Australia sub-23  |
| 2018-2019 | Australia sub-20  |
| 2019-2020 | Australia Femenil |
| 2020–2022 | Macarthur FC      |
| 2024–     | China Femenil     |

## Logros

### Jugador
- OFC Nations Cup: 2004
- NSL Championship: 2001–02
- Malaysia Super League: 2004

### Individual
- Medalla Joe Marston: 2001–2002
- Medalla Johnny Warren: 2003–2004
- Goleador de la NSL: 2003–2004 (20 goles)